# Hành tinh không lõi
Hành tinh không lõi là một khái niệm lý thuyết để chỉ một hành tinh đất đá không có lõi kim loại, tức là hành tinh này thực sự là một lớp phủ đá khổng lồ.